# NK Omladinac 1952 Barban
NK Barban 2013. je hrvatski nogometni klub iz Barbana.
Nk Barban 2013. osnovan je 2013. godine u Barbanu. Nogometni klub Barban 2013. sastoji se od tri pogona: seniora, pionira te prednatjecatelja U-11.
Seniori se natječu u 3. županijskoj nogometnoj ligi JUG, pioniri se natječu u 2. županijskoj nogometnoj ligi JUG B, a prednatjecatelji u 2. županijskom nogometnoj ligi JUG. Osnovni cilj kluba je poticati djecu i mlade da se bave sportom.